# Майкопское газоконденсатное месторождение
Майкопское газоконденсатное месторождение — газовое месторождение, расположенное в республике Адыгея и относится к Северо-Кавказскому нефтегазоносному бассейну, расположенное в 15 км от Майкопа. Месторождение открыто в 1958 году, разрабатывается с 1960 года. Объём газа составляет 62,2 млрд. м³. Выявлено 5 залежей. Залежи пластовые сводные. Мощность пройденных пород составляет 3000 м.